# Marcelinho
Marcelinho, alias van Marcelo dos Santos Paráiba, (Campina Grande, 17 mei 1975) is een Braziliaanse voormalig profvoetballer die bij voorkeur als middenvelder speelde. In Brazilië is hij ook bekend als Marcelinho Paraíba, wat slaat op de provincie waar hij is geboren. Marcelinho debuteerde in 2001 in het Braziliaans voetbalelftal, waarvoor hij 5 interlands speelde en een keer scoorde.

## Carrière
Sinds het Bundesliga seizoen 2001-2002, speelde Marcelinho voor Hertha BSC waar hij beschouwd werd als een van de belangrijkste spelers die ooit bij Hertha BSC speelde. Marcelinho was er spelmaker was op het middenveld en bijdrager aan de aanval. Marcelinho nam ook de vrije trappen, corners en strafschoppen voor Hertha BSC. Zijn handelsmerk waren zijn opvallende voetbalschoenen en zijn gekleurde kapsels. Door zijn succes in de Bundesliga werd hij vijf keer opgeroepen voor het nationale elftal van Brazilië, waar hij eenmaal voor scoorde. Vanaf september 2001 zei Marcelinho dat hij niet meer voor Brazilië wilde spelen. Aan het begin van het Bundesliga seizoen 2006-2007 nam Marcelinho zonder toestemming van Hertha BSC negen dagen langer vakantie. Waardoor er wat spanning ontstond tussen Hertha BSC en Marcelinho, wat uiteindelijk heeft geleid tot het ontslag van Marcelinho bij Hertha BSC. En heeft Marcelinho een driejarig contract gekregen bij Trabzonspor, Turkije voor ong. 2,5 miljoen euro. Marcelinho hield het een half jaar uit bij Trabzonspor, omdat hij toch liever in de Bundesliga speelde. Dus heeft hij in de winterstop van 2006-2007 een contract gekregen bij VfL Wolfsburg. In 2008 keerde hij terug naar Brazilië.

## Clubs
| seizoen | club                   | land      |
| ------- | ---------------------- | --------- |
| 1994-95 | Santos FC              | Brazilië  |
| 1995-97 | Rio Branco FC          | Brazilië  |
| 1997-00 | São Paulo FC           | Brazilië  |
| 2000    | Olympique Marseille    | Frankrijk |
| 2001    | Grêmio                 | Brazilië  |
| 2002-06 | Hertha BSC             | Duitsland |
| 2006    | Trabzonspor            | Turkije   |
| 2007-08 | VfL Wolfsburg          | Duitsland |
| 2008-09 | CR Flamengo            | Brazilië  |
| 2009-10 | Coritiba FC            | Brazilië  |
| 2010-12 | São Paulo FC           | Brazilië  |
| 2011    | → Sport Club do Recife | Brazilië  |
| 2012    | Sport Club do Recife   | Brazilië  |
| 2012    | Grêmio Barueri         | Brazilië  |
| 2012-13 | Boa EC                 | Brazilië  |
| 2014    | Fortaleza EC           | Brazilië  |
| 2015    | EC Internacional       | Brazilië  |
| 2015    | Joinville EC           | Brazilië  |
| 2016    | Oeste FC               | Brazilië  |
| 2016    | EC Internacional       | Brazilië  |
| 2016    | → Ypiranga FC          | Brazilië  |
| 2017    | Treze FC               | Brazilië  |
| 2017-18 | Portuguesa             | Brazilië  |
| 2018    | Treze FC               | Brazilië  |
| 2018-19 | Perilima               | Brazilië  |
| 2019    | Treze FC               | Brazilië  |
| 2020    | Perilima               | Brazilië  |